# Diecezja Teano-Calvi
Diecezja Teano-Calvi (łac. Dioecesis Theanensis-Calvensis) – diecezja Kościoła rzymskokatolickiego we Włoszech, w metropolii Neapolu, w regionie kościelnym Kampania.
Została erygowana w V wieku.